# Кубок России по футболу 2006/2007
Кубок России по футболу сезона 2006/2007 проводился в соответствии со статьёй 13 Регламента российских соревнований по футболу среди команд нелюбительских футбольных клубов первого и второго дивизионов на 2006 год.
 Победителем стал московский «Локомотив».

## Регламент

### Участники
К соревнованию допущены:
- 16 команд Высшего дивизиона,
- 22 команды Первого дивизиона,
- 81 команда Второго дивизиона.

### Этапы соревнования
- первый этап — с 1/512 до 1/32 финала включительно;
- второй этап — с 1/16 финала по финальный матч включительно.

#### Первый этап
Победители пар определяются по итогам одного матча. На данном этапе выявляются 10 команд второго дивизиона, которые продолжат борьбу в матчах 1/32 финала, где к ним присоединятся 22 команды первого дивизиона. Хозяева матча 1/32 финала являются команды второго дивизиона.

#### Второй этап
Победители пары определяются по результатам двух встреч, на своём поле и поле соперника, победителем считается команда, забившая больше мячей, при равенстве — забившая больше мячей на поле соперника.
С 1/16 финала в соревнования подключаются 16 команд Премьер-лиги, распределённые по сетке Кубка России по футболу жребием.

## Календарь и результаты матчей

### 1/512 финала
13 апреля
- «Спартак» Владикавказ — «Динамо» Ставрополь — 2:0 (0:0).

22 апреля
- «Ника» Москва — «Сатурн» Егорьевск — 4:0 (3:0).
- ФК «Елец» — «Динамо» Воронеж — 2:0 (1:0).

29 апреля
- «Волочанин-Ратмир» Вышний Волочёк — «Волга» Тверь — 0:0, (4:2 пен.).
- «Шексна» Череповец — «Спартак» Кострома, 0:2 (0:1).
- ФК «Смоленск» — «Арсенал» Тула — 2:1 (2:1).

### 1/256 финала
26 апреля
- «Ротор» Волгоград — «Текстильщик» Камышин — 3:1 (1:0).
- «Судостроитель» Астрахань — «Олимпия» Волгоград — 1:2 (1:2).
- ФК «Элиста» — «Дагдизель» Каспийск — 2:0 (1:0).
- «Автодор» Владикавказ — «Спартак» Владикавказ — 2:4 (0:2).
- СКА Ростов-на-Дону — ФК «Таганрог» — 2:3 (2:2).
- «Кавказтрансгаз-2005» Рыздвяный — ФК «Краснодар-2000» — 1:1, д. в., (1:3, пен).
- «Спартак-УГП» Анапа — «Черноморец» Новороссийск — 1:1 (0:0, 1:1, 5:4, пен).
- «Сочи-04» — «Дружба» Майкоп — 0:0 (2:4, пен).

30 апреля
- «Кузбасс-Динамо» Кемерово — «Заря» Ленинск-Кузнецкий — 1:2 (1:1).
- «Иртыш-1946» Омск — «Чкаловец» Новосибирск — 1:0 (0:0).
- «Шахтёр» Прокопьевск — «Динамо» Барнаул — 1:0 (1:0).
- «Сибиряк» Братск — ФК «Чита» — 0:1 (0:1).
- «Океан» Находка — «Смена» Комсомольск-на-Амуре — 4:3 (1:0, д. в.).

3 мая
- «Дон» Новомосковск — «Спартак» Луховицы — 0:2 (0:1).
- «Звезда» Серпухов — «Локомотив» Калуга — 1:1 (1:0), (1:0 д. в.).
- «Лобня-Алла» Лобня — «Витязь» Подольск — 2:1 (0:1).
- «Рязань-Агрокомплект» Рязань — «Ника» Москва — 2:0 (д. в.).
- «Спартак-МЖК» Рязань — «Спартак» Тамбов — 3:0 (1:0).
- «Локомотив» Лиски — ФК «Губкин» — 3:1 (0:1).
- «Мордовия» Саранск — «Зенит» Пенза — 2:1 (1:1, д. в.).
- «Металлург» Липецк — ФК «Елец» — 3:0 (1:0).
- «Алнас» Альметьевск — «Нефтехимик» Нижнекамск — 2:0 (0:0).
- «Энергетик» Урень — «Динамо» Киров — 0:2 (0:0).
- «Волга» Нижний Новгород — «Крылья Советов-СОК» Димитровград — 2:0 (1:0).
- «Юнит» Самара — «Газовик» Оренбург — 0:0, (4:2, пен.).
- ФК «Тюмень» — «Уралец» Нижний Тагил — 2:0 (1:0).
- «Зенит» Челябинск — «СОЮЗ-Газпром» Ижевск — 1:3 (0:1, д. в.).

18 мая
- «Петротрест» Санкт-Петербург — «Волочанин-Ратмир» Вышний Волочёк — 0:2 (0:0).
- «Зенит-2» Санкт-Петербург — «Балтика-2» Калининград — 1:1 (0:1), (4:2, пен.).
- «Спартак» Кострома — «Динамо» Вологда — 2:3 (1:3).
- «Фортуна» Мытищи — «Торпедо-РГ» Москва — 2:1 (2:1).
- «Торпедо» Владимир — ФК «Смоленск» — 3:0 (1:0).
- «Спортакадемклуб» Москва — «Спартак» Щёлково — 0:0 (7:6, пен.).
- ФК «Реутов» — «Пресня» Москва — 2:0 (1:0).
- «Нара-Десна» Наро-Фоминск — «Текстильщик-Телеком» Иваново — 2:0 (1:0).

### 1/128 финала
10 мая
- «Олимпия» Волгоград — «Ротор» Волгоград — 2:1 (1:1).
- «Спартак» Владикавказ — ФК «Элиста» — 3:0 (1:0).
- ФК «Таганрог» — ФК «Краснодар-2000» — 0:1 (0:0).
- «Дружба» Майкоп — «Спартак-УГП» Анапа — 2:2 (1:1, д. в.), (0:2, пен.).

11 мая
- «Заря» Ленинск-Кузнецкий — «Металлург-Кузбасс» Новокузнецк — 0:1 (0:0).
- «Шахтёр» Прокопьевск — «Иртыш-1946» Омск — 1:2 (1:0, д. в.).
- ФК «Чита» — «Звезда» Иркутск — 1:0 (0:0).
- «Амур» Благовещенск — «Океан» Находка — 0:0, (7:6, пен.).

14 мая
- «Спартак» Луховицы — «Звезда» Серпухов — 1:0 (0:0, д. в.).
- «Рязань-Агрокомплект» Рязань — «Лобня-Алла» Лобня — 0:1 (0:0).
- «Локомотив» Лиски — «Спартак-МЖК» Рязань — 1:1 (0:1, д. в.), (3:4, пен.).
- «Мордовия» Саранск — «Металлург» Липецк — 2:1 (0:0).

18 мая
- «Рубин-2» Казань — «Алнас» Альметьевск — 0:1 (0:0).
- «Динамо» Киров — «Волга» Нижний Новгород — 1:1 (0:1, д. в.), (8:7, пен.).
- «Носта» Новотроицк — «Юнит» Самара — 0:0, (3:2, пен.).
- «СОЮЗ-Газпром» Ижевск — ФК «Тюмень» — 3:0 (2:0).

29 мая
- «Волочанин-Ратмир» Вышний Волочёк — «Зенит-2» Санкт-Петербург — 0:1 (0:0).
- «Динамо» Вологда — «Фортуна» Мытищи — 3:1 (0:1).
- «Спортакадемклуб» Москва — «Торпедо» Владимир — 0:2 (0:1).
- ФК «Реутов» — «Нара-Десна» Наро-Фоминск — 0:3 (0:2).

### 1/64 финала
31 мая
- «Металлург-Кузбасс» Новокузнецк — «Иртыш-1946» Омск — 3:1 (1:1).
- ФК «Чита» — «Амур» Благовещенск — 3:1 (0:0).

2 июня
- «Динамо» Киров — «Алнас» Альметьевск — 1:1 (0:0, д. в.), (5:3, пен.).
- «СОЮЗ-Газпром» Ижевск — «Носта» Новотроицк — 1:3 (0:1).

4 июня
- «Спартак» Луховицы — «Лобня-Алла» Лобня — 1:1 (0:1, д. в.), (3:5, пен.).
- «Спартак-МЖК» Рязань — «Мордовия» Саранск — 1:1 (1:0, д. в.), (3:4, пен.).

5 июня
- «Олимпия» Волгоград — Спартак" Владикавказ — 3:2 (1:1).
- ФК «Краснодар-2000» — «Спартак-УГП» Анапа — 2:4 (1:2).

8 июня
- «Зенит-2» Санкт-Петербург — «Динамо» Вологда — 3:0 (1:0).
- «Торпедо» Владимир — «Нара-Десна» Наро-Фоминск — 0:0 (1:0, д. в.).

### 1/32 финала
21 июня
- «Зенит-2» Санкт-Петербург — «Торпедо» Владимир — 2:2 (2:1, д. в.), (4:2, пен.).
- ФК «Химки» — «Балтика» Калининград — 3:2 (2:2).
- «Факел» Воронеж — ФК «Орёл» — 2:0 (1:0).
- «Лобня-Алла» Лобня — «Динамо» Брянск — 0:1 (0:1).
- «Мордовия» Саранск — «Авангард» Курск — 2:0 (0:0).
- «Салют-Энергия» Белгород — «Кубань» Краснодар — 0:1 (0:1).
- «Спартак-УГП» Анапа — «Терек» Грозный — 3:5 (0:4).
- «Машук-КМВ» Пятигорск — «Ангушт» Назрань — 1:2 (0:1).
- «Анжи» Махачкала — «Волгарь-Газпром» Астрахань — 2:0 (0:0).
- «Олимпия» Волгоград — «Динамо» Махачкала — 1:4 (0:2).
- «Спартак» Нижний Новгород — «КАМАЗ» Набережные Челны — 1:0 (1:0).
- «Динамо» Киров — «Лада» Тольятти — 2:0 (1:0).
- «Носта» Новотроицк — «Урал» Свердловская область 1:2 (0:0).
- «Сибирь» Новосибирск — «Содовик» Стерлитамак — 2:0 (1:0).
- ФК «Чита» — «Металлург-Кузбасс» Новокузнецк — 0:0 (0:0), (0:0 д. в.), (3:0 пен.).
- «Металлург» Красноярск — «СКА-Энергия» Хабаровск — 1:0 (0:0).

### 1/16 финала
| название                    | счёт | название                  | 1-й матч                                                              | 2-й матч |
| --------------------------- | ---- | ------------------------- | --------------------------------------------------------------------- | -------- |
| «Зенит-2» Санкт-Петербург   | 0:5  | «Рубин» Казань            | 0:3 (Домингес 29′, 77′, Скотти, 72′)                                  | 0:2      |
| «Химки»                     | 1:2  | «Ростов» Ростов-на-Дону   | 0:2 (Бурмистров 49′, 61′)                                             | 1:0      |
| «Факел» Воронеж             | 1:3  | «Торпедо» Москва          | 0:0                                                                   | 1:3      |
| «Динамо» Брянск(г)          | 3:3  | «Шинник» Ярославль        | 2:0 (Сантос 4′, 40′)                                                  | 1:3      |
| ЦСКА Москва                 | 4:1  | «Мордовия» Саранск        | 4:0 (Карвальо 19′, Жо 25′ (пен.), 61′, Вагнер Лав 90+1′)              | 0:1      |
| «Крылья Советов» Самара     | 5:1  | «Кубань» Краснодар        | 1:1 (Шоавэ 17′ (пен.) — Иванов 57′ (пен.)                             | 4:1      |
| «Терек» Грозный             | 4:5  | «Москва»                  | 4:1 (Будунов 12′, 29′ (пен.), Атангана 46′, Сирхаев 81′ — Данилин 84′ | 0:4      |
| «Амкар» Пермь               | 5:1  | «Ангушт» Назрань          | 3:0                                                                   | 2:1      |
| «Локомотив» Москва          | 5:3  | «Анжи» Махачкала          | 4:2                                                                   | 1:1      |
| «Динамо» Махачкала          | 4:3  | «Луч-Энергия» Владивосток | 4:0                                                                   | 0:3      |
| «Спартак» Нижний Новгород   | 1:5  | «Динамо» Москва           | 1:3                                                                   | 0:2      |
| «Динамо» Киров              | 1:6  | «Томь» Томск              | 0:4                                                                   | 1:2      |
| «Урал» Свердловская область | 2:3  | «Спартак» Москва          | 0:1                                                                   | 2:2      |
| «Спартак» Нальчик           | 1:3  | «Сибирь» Новосибирск      | 1:1                                                                   | 0:2      |
| «Чита»                      | 2:4  | «Зенит» Санкт-Петербург   | 1:2                                                                   | 1:2      |
| «Сатурн» Московская область | 6:2  | «Металлург» Красноярск    | 4:1                                                                   | 2:1      |

### 1/8 финала
| название                | счёт | название                    | 1-й матч | 2-й матч |
| ----------------------- | ---- | --------------------------- | -------- | -------- |
| «Ростов» Ростов-на-Дону | 4:1  | «Рубин» Казань              | 3:1      | 1:0      |
| «Торпедо» Москва        | 0:1  | «Динамо» Брянск             | 0:1      | 0:0      |
| ЦСКА Москва             | 0:2  | «Крылья Советов» Самара     | 0:0      | 0:2      |
| «Москва»                | 6:2  | «Амкар» Пермь               | 3:0      | 3:2      |
| «Динамо» Махачкала*     | -:+  | «Локомотив» Москва          | -:+      | -:+      |
| «Динамо» Москва         | 2:1  | «Томь» Томск                | 2:0      | 0:1      |
| «Спартак» Москва        | 4:1  | «Сибирь» Новосибирск        | 1:0      | 3:1      |
| «Зенит» Санкт-Петербург | 2:1  | «Сатурн» Московская область | 1:0      | 1:1      |

* ФК «Динамо» Махачкала не прошёл аттестацию и по решению от 25 января 2007 был исключён из состава участников Ассоциации ПФЛ.

### 1/4 финала
| название                | счёт | название                | 1-й матч | 2-й матч |
| ----------------------- | ---- | ----------------------- | -------- | -------- |
| «Ростов» Ростов-на-Дону | 1:2  | «Динамо» Брянск         | 1:2      | 0:0      |
| ФК «Москва»             | 5:2  | «Крылья Советов» Самара | 3:2      | 2:0      |
| «Динамо» Москва         | 1:4  | «Локомотив» Москва      | 1:0      | 0:4      |
| «Зенит» Санкт-Петербург | 2:3  | «Спартак» Москва        | 1:2      | 1:1      |

Первые матчи прошли 4 апреля — ответные 18 апреля.

### 1/2 финала
| название           | счёт | название         | 1-й матч | 2-й матч |
| ------------------ | ---- | ---------------- | -------- | -------- |
| «Динамо» Брянск    | 1:2  | ФК «Москва»      | 1:1      | 0:1      |
| «Локомотив» Москва | 5:1  | «Спартак» Москва | 3:0      | 2:1      |

Первые матчи прошли 2 мая — ответные − 8 и 9 мая.

### Финал
| Москва 27 мая 2007 | \| Москва \| 0:1 (0:0, 0:0) \| Локомотив (Москва) \| \| \| Голы \| О’Коннор 103' \| | Лужники Зрителей: 50 000 Судьи: Ю. Баскаков, Т. Калугин, А. Аверьянов (все — Москва) |
| · Москва: Жевнов — Годунок — Барриентос — Кузьмин — Ребежа (к), (Голубов 106'), Быстров — Набабкин — Йоп — Семак — (Иванов 46'), Бракамонте — (Чижек 76'), Адамов · Главный тренер: Леонид Слуцкий · Локомотив: Якупович — Концедалов — О’Коннор — Ефимов — Родолфо — Спахич — Иванович — Билялетдинов — Гуренко — Самедов — (Фининьо 110'), Лоськов (к), Сычёв · Главный тренер: Анатолий Бышовец · Барьентос 52', Йоп 92' — Ефимов 100', Лоськов 102 |                                                                                     |                                                                                      |
| Москва | 0:1 (0:0, 0:0)                                                                      | Локомотив (Москва)                                                                   |
| | Голы                                                                                | О’Коннор 103'                                                                        |

| Обладатель Кубка России 2006—07 |
| ------------------------------- |
| «Локомотив» Москва Пятый кубок  |